# Tešedíkovo
Tešedíkovo (węg. Pered) – wieś (obec) na Słowacji, położona w kraju nitrzańskim, w powiecie Šaľa na Nizinie Naddunajskiej.